# Francisco Neto
Francisco Miguel Conceição Roque Neto (nascido em 11 de julho de 1981), conhecido como Francisco Neto ou simplesmente Neto, é um treinador de futebol português, atualmente o treinador principal da seleção feminina de futebol de Portugal. Pela primeira vez, liderou a seleção de Portugal ao Euro 2017.